# Paul Brett Sage
Paul Brett Sage is het eerste studioalbum van de gelijknamige muziekgroep onder leiding van Paul Brett. Brett had al meegespeeld bij Fire en Strawbs, toen hij in 1970 een band vormde met Bob Voice. Voice was eveneens afkomstig uit Fire. Beiden wilden niet de rock-richting op, maar meer de folkkant. Wat dit betreft is er een vergelijking te maken met Strawbs. Brett was zijdelings betrokken bij Elmer Gantry's Velvet Opera waarin Richard Hudson en John Ford speelden. Zowel Voice als Hudson lieten de drumkit voor wat het was en schakelden over naar bongo's etc., meer percussie dan slagwerk Hudson deed dat weliswaar tijdelijk. De gitaarstem bestaat voornamelijk uit de akoestische gitaar.
Het album werd opgenomen in de Pyre Studios in Londen, waaronder een behoorlijke tijdsdruk de albums werden opgenomen. De elpee werd uitgegeven door het Dawn Label een sub-label van Pye Records en gespecialiseerd in progressieve muziek. De compact disc werd uitgebracht door Esoteric Recordings, een platenlabel gespecialiseerd in progressieve rock uit vervlogen tijden.
De band bestond verder uit:
- Paul Brett – gitaar, zang
- Dick Dufall – basgitaar (ex-Fire)
- Bob Voice – percussie
- Nicky Higginbottom – dwarsfluit, saxofoon
- orkestratie 4: David Palmer (later Jethro Tull).

## Composities
1. 3D Mona Lisa
2. The sun died
3. Little Aztec prince
4. Reason for your asking
5. Trophies of was
6. The tower
7. The painter
8. Mediterranean lazy heat wave
9. Warlock

Ze wilden dan wel geen rock spelen, track 4 en 9 zijn typische voorbeelden van de progressieve rock begin jaren 70, waarbij het zich uit de folk probeerde te ontworstelen. The Sun Died is dan weer psychedelische rock met haar hypnotiserende percussie.
Verdere bijzonderheden:
- Higginbottom was destijds een knappe verschijning, hetgeen de nodige problemen met zich meebracht in de kroegen en zalen, met name in Portugal waar ze optraden met The Rolling Stones; ook werd ze wel aangezien als groupie (Parijs);
- er verscheen ook een single : 3D Mona Lisa met B-kant Mediterranean lazy heat wave.